# غرين كرونين
غرين كرونين(ولدت في عام 1953) أول امرأة طيارة لشركة الطيران أير لينغس وأول امرأة تجريبية تعمل تجارياً في أيرلندا.

## حياتها
ولدت الكابتن غرين في إينيس، مقاطعة كلير، وهي أيضاً طيارة تجارية. زوجها طيار أيضاً وبناتها ألانا ولويزا جونستون على حد سواء يحملون رخصة الطيارين الخاصة، ولويزا لديها رخصة تجارية. تعلمت الطيران بينما كانت في الجامعة باستخدام طائرة والدها بايبر جيه -3 كب. وبدلاً من تعليمها الطيران، طلب والدها من ضابطه الأول نيل جونستون تعليمها الطيران وتزوجت منه في وقت لاحق. عاشت غرين في مالاهيد، أيرلندا.

## المهنة
تم تعيين غرين كطيارة من قبل طيران لينغوس في عام 1977. عندما انضمت لأول مرة في عام 1975 في سن ال 22، كانت بمثابة مضيفة. ولكن عندما أصبحت 24 عاما ذهبت لتدريب الطيران في أكسفورد. وكانت أول رحلة لها في يناير 1978. في البداية عملت كطيار مساعد، في عام 1988 أصبحت أول امرأة قبطان في شركة الطيران. تقاعدت في 25 مايو 2010. كانت الخطوط الجوية الإسكندنافية أول شركة طيران أوروبية توظف امرأة طيارة وكانت أير لينغس الثانية. وخلال العامين التاليين استأجرت امرأتان أخريان. على الرغم من أنها استغرقت وقتا طويلا للوصول إلى هذه النقطة، لم تقم الخطوط الجوية البريطانية بتوظيف المرأة لمدة 6 سنوات.